# 6384 Kervin
6384 Kervin este o planetă minoră (asteroid), cu un diametru de 3,739 km, din centura de asteroizi. A fost descoperită pe 3 ianuarie 1989 la Observatorul Palomar de Eleanor F. Helin. 
Obiectul prezintă o orbită caracterizată de o semiaxă mare de 1,936344 UAi, o excentricitate de 0,08, o înclinație de 26,29045 ° în raport cu ecliptica.